# Продуктивна бучина
Продукти́вна бучи́на — ботанічна пам'ятка природи місцевого значення. Розташована на території Тиврівського лісництва, (кв. 11 діл.1) неподалік від с. Марківка Тиврівського району Вінницької області. Оголошений відповідно до Рішення 11 сесії Вінницької обласної Ради 23 скликання від 17.12.1999 р. Охороняється Ділянка високопродуктивного лісонасадження бука європейського штучного походження віком понад 60 років.